# Daniel Bravo

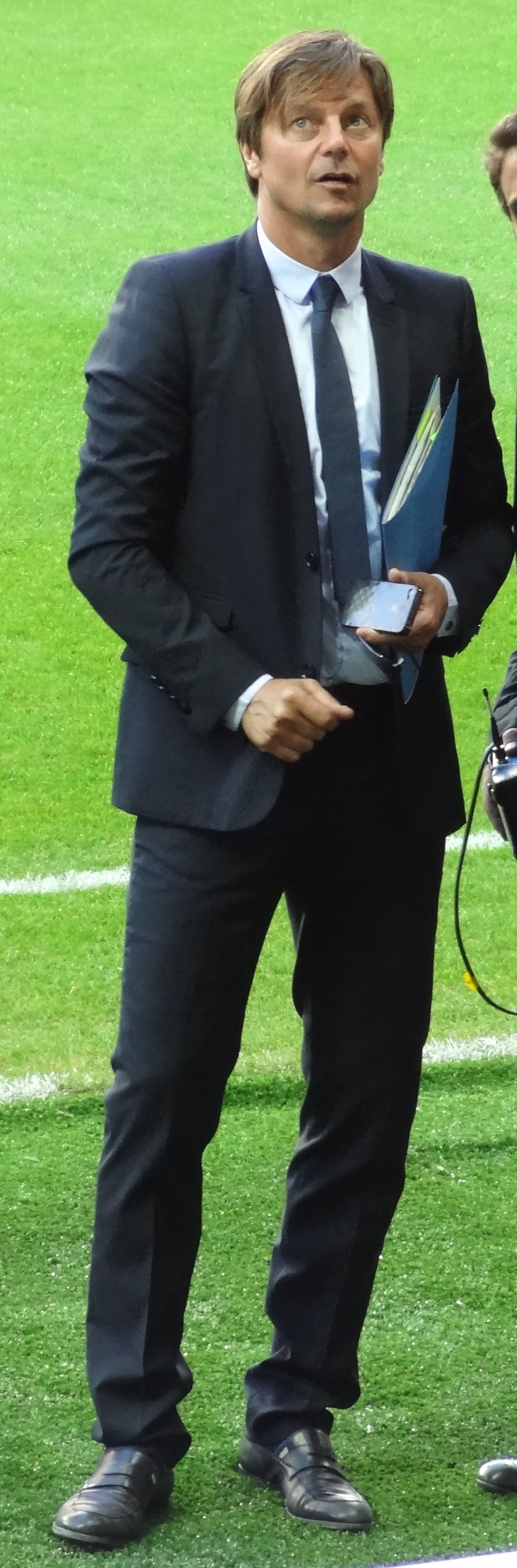
Daniel Bravo

Daniel Bravo, född 9 februari 1963 i Toulouse, Frankrike, är en före detta professionell fotbollsspelare.
Daniel Bravo var från början anfallare, men blev sedermera mittfältare. Han var bara 17 år när han gjorde ligadebut för OGC Nice den 24 juli 1980. Nice åkte ur franska förstadivisionen två år senare, men Bravo fick trots detta göra landslagsdebut mot Italien den 23 februari 1982. I andra halvlek fick han komma in istället för Didier Six, och i slutet av matchen gjorde han det avgörande 2–0-målet, vilket innebar Frankrikes första seger över Italien på 62 år. Bravo skulle dock inte bli bofast i landslaget. Han spelade 13 landskamper, varav sju som inhoppare, och målet mot Italien blev hans enda i landslaget. Bravo kom dock med i truppen till EM på hemmaplan 1984, och fick där göra ett inhopp i matchen mot Jugoslavien.
Säsongen 1982/83 gjorde Bravo elva mål i franska division 2, och värvades därefter av Monaco. Det blev fyra säsonger i Monaco och en seger i franska cupen 1985. Han kom tillbaka till Nice 1987, och spelade där i två säsonger innan han gick över till Paris Saint-Germain. Under åren i huvudstaden, 1989–96, vann Bravo flera titlar: franska ligan 1994, franska cupen 1993 och 1995, ligacupen 1995 och Cupvinnarcupen 1996. Inför säsongen 1996/97 värvades han av italienska Parma, där han bara kom att stanna en säsong. Bravo återvände till Frankrike och kom att spela i Olympique Lyonnais och Olympique de Marseille innan han år 2000 avslutade karriären där allting hade börjat, i Nice.